# Eschweilera pedicellata
Eschweilera pedicellata là một loài thực vật có hoa trong họ Lecythidaceae. Loài này được (Rich.) S.A.Mori mô tả khoa học đầu tiên năm 1987.